# NGC 49
NGC 49 је лентикуларна галаксија у сазвежђу Андромеда која се налази на NGC листи објеката дубоког неба.
Деклинација објекта је + 48° 14' 50" а ректасцензија 0h 14m 22,4s. Привидна величина (магнитуда) објекта NGC 49 износи 14,1 а фотографска магнитуда 15,1. NGC 49 је још познат и под ознакама UGC 136, MCG 8-1-33, CGCG 549-29, NPM1G +47.0008, PGC 952.